# Liste der Monuments historiques in Allineuc
Die Liste der Monuments historiques in Allineuc führt die Monuments historiques in der französischen Gemeinde Allineuc auf.

## Liste der Objekte

### Kirche St-Pierre-St-Paul
| Bezeichnung                 | Beschreibung                                | Standort | Kennzeichnung | Schutzstatus | Datum | Bild |
| --------------------------- | ------------------------------------------- | -------- | ------------- | ------------ | ----- | ---- |
| Retabel mit zwei Skulpturen | Holz, polychrom gefasst, um 1700            | (Lage)   | PM22000006    | Classé       | 1974  |      |
| Hauptaltar mit Tabernakel   | Holz, polychrom gefasst, vergoldet, um 1700 | (Lage)   | PM22000007    | Classé       | 1974  |      |
| Skulptur Madonna mit Kind   | Holz, polychrom gefasst, 16. Jahrhundert    | (Lage)   | PM22002212    | Inscrit      | 1974  |      |
| Kanzel                      | Holz, polychrom gefasst, 1820               | (Lage)   | PM22002211    | Inscrit      | 1974  |      |

### Kapelle Notre-Dame-de-Bon-Secours
| Bezeichnung                                               | Beschreibung                                        | Standort | Kennzeichnung | Schutzstatus | Datum | Bild |
| --------------------------------------------------------- | --------------------------------------------------- | -------- | ------------- | ------------ | ----- | ---- |
| Skulptur des heiligen Gildas                              | Holz, polychrom gefasst, vergoldet, 18. Jahrhundert | (Lage)   | PM22003447    | Inscrit      | 1984  |      |
| Skulptur Madonna mit Kind, sogenannt Notre-Dame de Liesse | Holz, polychrom gefasst, vergoldet, 18. Jahrhundert | (Lage)   | PM22003446    | Inscrit      | 1984  |      |
| Chorschranke                                              | Holz, 18. Jahrhundert                               | (Lage)   | PM22003448    | Inscrit      | 1984  |      |